# Shanghai New International Expo Centre

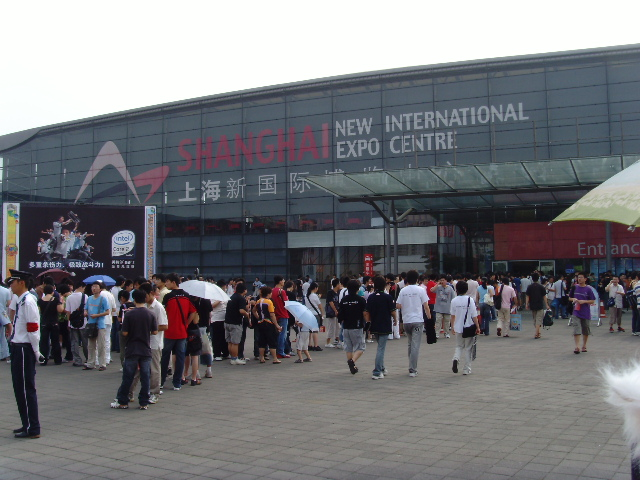
Shanghai New International Expo Centre in Shanghai 2008

Das Shanghai New International Expo Centre (SNIEC) ist das derzeit drittgrößte Messezentrum der Volksrepublik China.

## Lage und Infrastruktur
Das SNIEC liegt in Shanghai im Stadtbezirk Pudong und besteht aus siebzehn Hallen mit insgesamt 200.000 Quadratmetern Innenausstellungsfläche und 100.000 Quadratmetern Außenfläche. Die Bauarbeiten der durch das US-amerikanische Büro Murphy/Jahn gestalteten Anlage begannen am 4. November 1999, wobei die Eröffnung am 2. November 2001 stattfand. Anfangs nur aus vier Hallen bestehend, wurde das Projekt über die Jahre vergrößert.

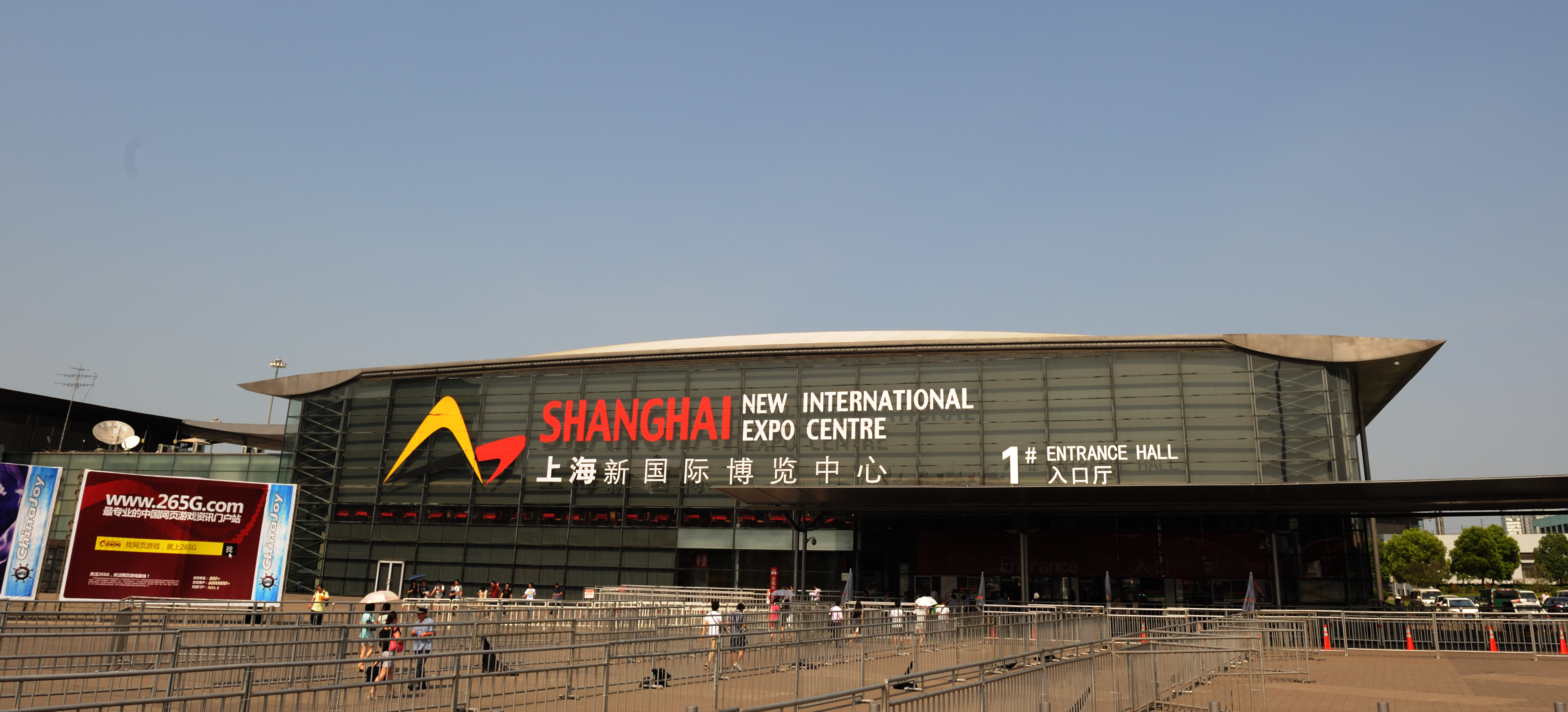
Shanghai New International Expo Centre in Shanghai, 2011

Ende 2011 konnte eine weitere Bauphase vollendet werden.
2011 ist das SNIEC das am besten ausgelastete und damit eins der erfolgreichsten Ausstellungszentren weltweit. 2013 standen 17 Hallen zur Verfügung.
Unmittelbar neben dem Ausstellungszentrum befindet sich der Bahnhof Longyang Road mit der Endstation des Transrapid Shanghai, einer Magnetschwebebahn, die bis zum Flughafen Shanghai-Pudong führt.

## Betreibergesellschaft
Das Unternehmen Shanghai New International Expo Centre Co., Ltd. wurde 1999 als 50:50-Joint Venture zwischen der chinesischen staatlichen „Shanghai Pudong Land Development Corp.“ und der deutschen „German Exposition Corporation International GmbH“ („GEC“) gegründet.
An der GEC sind die Deutsche Messe AG, die Messe Düsseldorf und die Messe München zu jeweils einem Drittel beteiligt. Seit 2008 ist der 50%ige chinesische Anteilseigner die Lujiazui Exhibition Development Co., Ltd. Der Geschäftsführer wird von der deutschen Seite gestellt. Seit Anfang 2014 hat Michael Kruppe diese Position inne.

## Messen und Veranstaltungen
- Tennis Masters Cup 2002
- All in Print
- Auto Shanghai
- Bauma China
- ChinaJoy
- Chinaplas[8]
- Domotex China
- IFAT CHINA
- RT ASIA